# マルゲリータ・ドゥラスタンティ

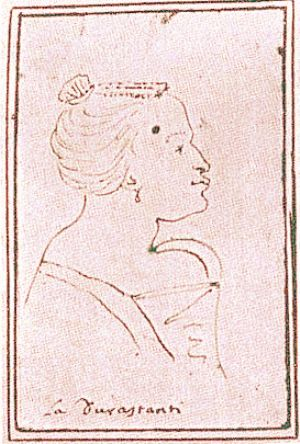
ヴェネツィア時代(1709-12)のドゥラスタンティのカリカチュア。アントニオ・マリア・ザネッティ画

マルゲリータ・ドゥラスタンティ（Margherita Durastanti）は、18世紀イタリアのソプラノ歌手。とくにゲオルク・フリードリヒ・ヘンデルの作品をイタリア時代から長年にわたって歌ったことで記憶されている。

## 生涯
デビュー以前のドゥラスタンティについては情報がほとんどない。1700年ごろマントヴァの宮廷に仕えていたかもしれない。1700年にヴェネツィアで何らかのパスティッチョに出演したのが最初の記録であり、その後1700年から1701年にかけてマントヴァで2つのオペラに出場している。
1707年から1709年にかけて、ローマでフランチェスコ・マリア・ルスポーリ侯爵 (Francesco Maria Marescotti Ruspoli, 1st Prince of Cerveteri) に仕えていた。当時作曲家のアントニオ・カルダーラおよびゲオルク・フリードリヒ・ヘンデルもルスポーリ侯爵のもとにあった。この当時ヘンデルが書いた多数のカンタータはドゥラスタンティが歌うために作曲したものである。当時ヘンデルはドゥラスタンティに恋していたともいう。ヘンデルは1708年にイタリア語オラトリオ『復活』を上演したが、初演時にドゥラスタンティはマグダラのマリア役で歌い、成功を収めた。しかし、オラトリオに女性歌手を使ったことを教皇クレメンス11世が批判したため、翌日の再演からはカストラートに変えられた。1709年8月にはカルダーラのセレナータを歌っている。
1709年から1712年まではヴェネツィアのサン・ジョヴァンニ・グリゾストモ劇場のプリマ・ドンナであり、アントニオ・ロッティおよびカルロ・フランチェスコ・ポラローロの多数のオペラに出演している。1709年12月にはヘンデルのオペラ『アグリッピナ』のタイトルロールを歌い、この作品は大成功した。
その後ミラノ、レッジョ・エミリア、パルマ、フィレンツェなどイタリア各地で歌っている。1715年から1716年にかけてはナポリで活動し、アレッサンドロ・スカルラッティ『Carlo rè d'Alemagna』においてカストラートのセネジーノと共演している。
1718年にセネジーノら他のイタリア人歌手とともにドレスデンのザクセン選帝侯フリードリヒ・アウグスト1世に雇われ、選帝侯とマリア・ヨーゼファとの結婚を記念して上演されたロッティ『テオファーネ』で歌っている。しかし1720年に宮廷楽長ハイニヒェンとセネジーノの間で争いが起こった結果、イタリア人歌手らは解雇された。実際にはその前年にヘンデルがドレスデンを訪れて彼らをロンドンに招いたためにわざと騒ぎを起こしたともいう（セネジーノの項を参照）。
ロンドンでは新たにオペラ興業会社である王立音楽アカデミーが設立され、その第1回公演が1720年4月2日ジョヴァンニ・ポルタ『ヌミトーレ』によって始まった。4月27日にはヘンデルの新作『ラダミスト』が上演されたが、ヘンデルに招かれた歌手のうち、この時までにロンドンに到着していたのはドゥラスタンティのみだった。このため彼女がタイトルロール（男役）を歌ったが、作品は大成功を収めた。12月に『ラダミスト』が再演されたときにはセネジーノが到着し、ドゥラスタンティはヒロインのゼノビア役を歌った。ドゥラスタンティはまたボノンチーニやアリオスティ作品も歌って好評を得た。
ドゥラスタンティはカジミーロ・アヴェッローニというロンドンの音楽家と結婚し、当時妊娠していたが、国王はドゥラスタンティを気に入り、生まれてくる子供の名付け親になろうとした。
1723年1月にフランチェスカ・クッツォーニが新たにデビューすると、ドゥラスタンティはクッツォーニの人気に抗しえず、またこの頃から高音が衰えていた。ドゥラスタンティは『ジューリオ・チェーザレ』（セスト役）やボノンチーニ作品に出場したが、1724年まででロンドンを去っている。
1733年にロンドンではヘンデルのライバルとなる貴族オペラが成立し、主要な歌手をほとんど引きぬかれてしまったヘンデルはドゥラスタンティを9年ぶりに再び雇った（1シーズンのみ）。この時には声がメゾソプラノに下がっていたが、『オットーネ』（再演）やパスティッチョ『セミラーミデ』などを歌って成功した。アン王女の結婚を祝って1734年3月13日に公演されたヘンデルのセレナータ『パルナッソ山の祭礼』にも主要な歌手として参加して成功した。
その後のドゥラスタンティの消息は不明で、没年も明らかでない。